# Mormo lemur
Mormo lemur är en fjärilsart som beskrevs av Meinecke 1775. Mormo lemur ingår i släktet Mormo och familjen nattflyn. Inga underarter finns listade i Catalogue of Life.